# 歐弗頓縣 (田納西州)
歐弗頓县（英語：Overton County）是美國田納西州北部的一個縣，面積1,126平方公里，共有人口20,118人（美國2000年人口普查）。縣治設於利文斯頓 （Livingston）。
成立於1806年9月11日。縣名源自紀念法官、孟斐斯創建人約翰·歐弗頓。